# Heterochroma subapicalis
Heterochroma subapicalis là một loài bướm đêm trong họ Noctuidae.